# Upuaut
Upuaut, auch Wepwawet, Wep-wawet oder Ophois genannt, deutsch: „Öffner der Wege“, wurde als ägyptischer Kriegs- und Totengott verehrt.

## Mythologische Verbindungen
Upuauts Attribute Bogen und Keule weisen auf seinen kriegerischen Charakter hin. Auf Abbildungen leitet Upuaut den königlichen Festzug; auch dem Osiris schreitet der wolfsähnliche Gott voraus. Daher erschließt diese Gottheit bei den Ägyptern den Verstorbenen die Wege im Jenseits (der Duat).
Seine Darstellung als Schakal oder Wolf mit schwarzem Fell teilte er unter anderem mit Anubis. Upuaut wird vorwiegend stehend, seltener in liegender Haltung dargestellt. Häufig tritt er in Gestalt eines stehenden Schakals am Bug der Totenbarke auf. Abbildungen in Hibis zeigen ihn als stehenden Mann mit Schakalkopf. Die Griechen, welche ihn Ophois nannten, deuteten ihn als Wolf und nannten das Zentrum seines Kultes Lykopolis.

## Rezeption
Nach Upuaut benannt sind Upuaut und Upuaut-2, mit einer Kamera und Scheinwerfern ausgerüstete Roboter des Münchner Ingenieurs Rudolf Gantenbrink, die bei Untersuchungen der Cheops-Pyramide in den beiden Schächten der Königinnenkammer im Jahre 1993 zum Einsatz kamen.